# The Eleven O’Clock
The Eleven O’Clock ist ein australischer Kurzfilm aus dem Jahr 2016 unter Regie von Derin Seale. Der Film war bei der 90. Oscarverleihung für  den Oscar in der Kategorie „Bester Kurzfilm“ nominiert.

## Produktion
The Eleven O’Clock wurde von Finch in Zusammenarbeit mit der Universität Sydney produziert. Drehort war Sydney, die Hauptstadt von New South Wales in Australien.

## Uraufführung
Die Uraufführung des Films war am 6. September 2016 auf dem Los Angeles Short Film Festival.

## Inhalt
Der Film handelt von einer Therapiesitzung bei einem Psychiater. Der Patient glaubt in dieser Sitzung selber der Psychiater zu sein. Demzufolge versuchen beide sich gegenseitig zu therapieren.

## Auszeichnungen (Auswahl)

### Gewonnen
- 2016 L.A. Shorts Fest, Bester Kurzfilm
- 2017 AACTA Award, Bester Kurzfilm
- 2017 Rhode Island International Film Festival, Beste Komödie (Kurzfilm)
- 2017 American Short Film Awards, Beste Komödie (Kurzfilm)

### Nominiert
- 2018 Academy Awards, Bester Kurzfilm